# Ruelliinae
Sous-tribu
Les Ruelliinae sont une sous-tribu de plantes à fleurs de la famille des Acanthaceae, de la sous-famille des Acanthoideae et de la tribu des Ruellieae.
Le genre type est Ruellia.

## Listes des genres
Acanthopale – Calacanthus – Dischistocalyx – Ruellia – Satanocrater – Stachyacanthus.

## Publication originale
- Nees von Esenbeck C.G.D., 1832. Plantae Asiaticae Rariores: or, Descriptions and figures of a select number of unpublished East Indian plants 3: 75.